# Объект 574
Объект 574  — опытная самоходная артиллерийская установка (САУ) известная также как АСУ-57П. 

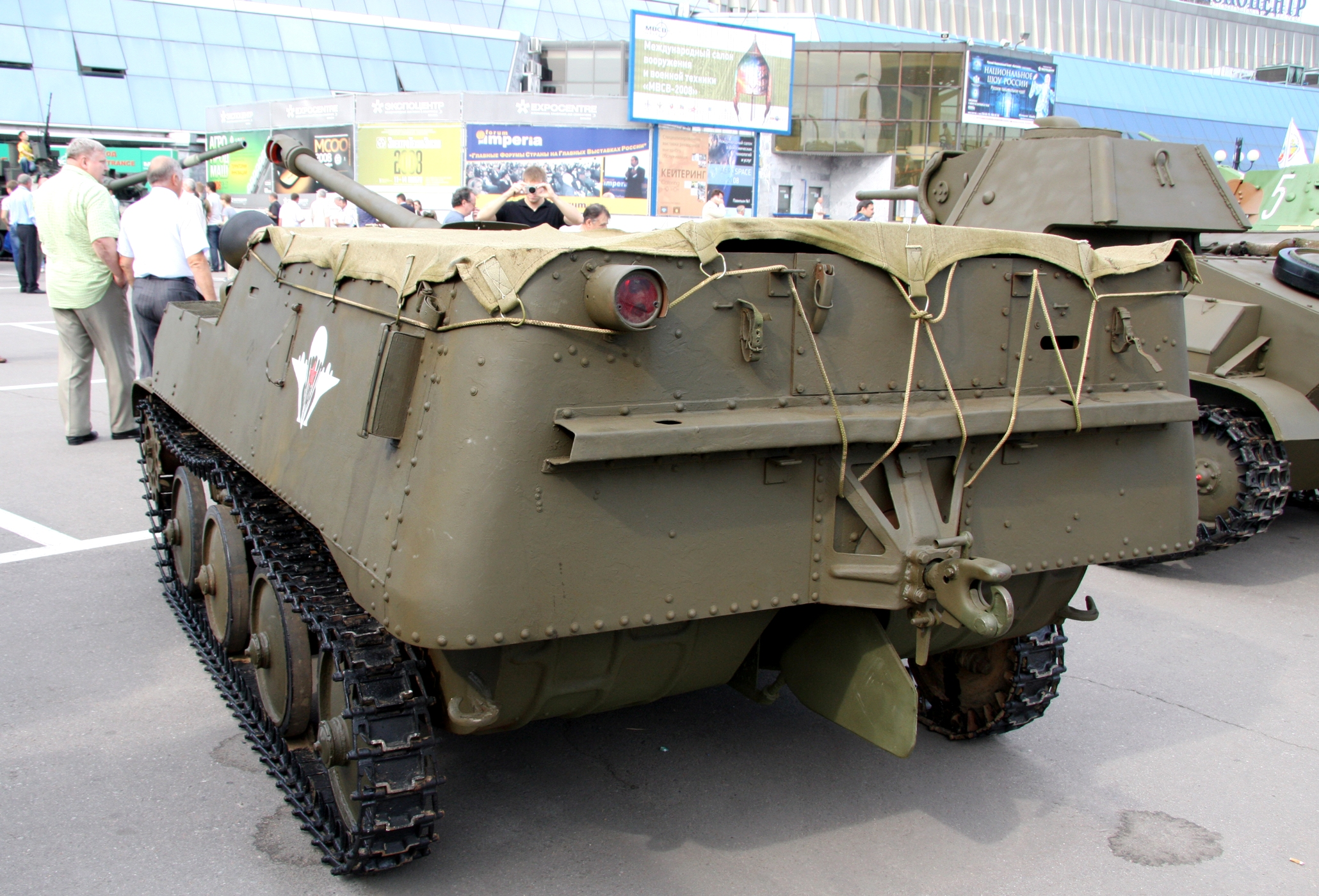
АСУ-57П вид сзади.

САУ являлась модернизацией АСУ-57, обладала способностью плавать. Отличалась от АСУ-57 увеличенным водоизмещающим корпусом, форсированным двигателем и водоходным движителем в виде двух гребных винтов. С ноября 1952 года по 1954 год были построены пять опытных образцов АСУ-57П. К 1955 году САУ успешно прошла испытания и была готова к принятию на вооружение, однако серийное производство её так и не было начато из-за считавшихся к тому времени уже недостаточными огневой мощи и защищённости.

## История
Самоходная установка АСУ-57П была создана в конструкторском бюро ММЗ, под руководством Николая Александровича Астрова в 1953 году. На стадии проведения ОКР имела обозначение «Объект 574». Первый опытный образец был изготовлен в январе 1953 года, летом того же года он прошел заводские испытания.
«Объект 574» был создан на базе узлов и агрегатов серийной установки АСУ-57. Отличался от неё увеличенной до 4255 мм длиной корпуса и более обтекаемой формой для улучшения водоходных качеств. 
Самоходная установка поперечной перегородкой была разделена на два отделения: в передней части корпуса машины располагалось моторно-трансмиссионное отделение, в кормовой — боевое. В состав экипажа машины входили три человека. Основное вооружение — 57-мм пушка Ч-51П.
Благодаря водоизмещению корпуса обеспечивалась плавучесть машины. На верхнем лобовом листе имелся откидной волноотбойный щиток. АСУ-57П оснащалась форсированным двигателем и водоходным движителем. Была использована модификация пушки от АСУ-57. Ч-51П отличалась от Ч-51М (используемой ранее) технологичным дульным тормозом, конструкцией подъемного механизма, механизма полуавтоматики и казенника. Также цапфы люльки были перенесены вперед на 22 мм. Скорострельность же достигала 11—12 выстрелов в минуту.
Первым вариантом оснащения водными движетелями были два гребных винта размещенных в комовой части. Винты приводились в движение вращением направляющих колес, однако с такой конструкцией при выходе на берег на гусеницы не хватало тяги. Поэтому была использована схема с отбором мощности от коробки передач на гребной винт. Винт в этом случае должен был размещаться в специальной нише в днище корпуса. Астров применил наработки от Т-40 для компоновки руля (он ставился в едином тоннеле с винтом). В систему охлаждения добавили теплообменник, который во время движения по водным поверхностям обеспечивал отвод тепла в забортную воду.
В 1955 году машину могли принять на вооружение, однако этим планам сбыться было не суждено. Из-за недостаточных мощности 57-мм пушки и недостаточного уровня бронирования АСУ-57П «Объект 574» не была рекомендована к принятию на вооружение. Самоходки АСУ-57П после замены более мощными забыты не были: часть использовалась в качестве учебных, часть была переделана в тягачи (узлы ходовой части ещё раньше использовались в тягаче АТ-П).

## Технические характеристики
- Боевая масса — 3,4 тонны;
- Экипаж — 3 человека;
- Вооружение: пушка — 57 мм;
- Броневая защита — противопульная;
- Мощность двигателя — 41 кВт (56 л. с.);
- Максимальная скорость: по шоссе — 45 км/ч, на плаву — 8,3 км/ч